# Philippine Institute of Volcanology and Seismology
Das Philippine Institute of Volcanology and Seismology (Filipino: Surian ng Pilipinas sa Bulkanolohiya at Sismolohiya), kurz PHIVOLCS, ist eine Behörde der Philippinen, deren Hauptaufgabe in der Milderung und Abschwächung der Auswirkungen von Naturkatastrophen wie Vulkanausbrüchen, Erdbeben, Tsunamis und sonstigen geotektonischen Phänomenen besteht.
Die Philippinen liegen in einer seismisch aktiven Region, welche in den vergangenen 400 Jahren etwa 90 starke Erdbeben sowie rund 40 Tsunamis erlebte.

## Geschichte

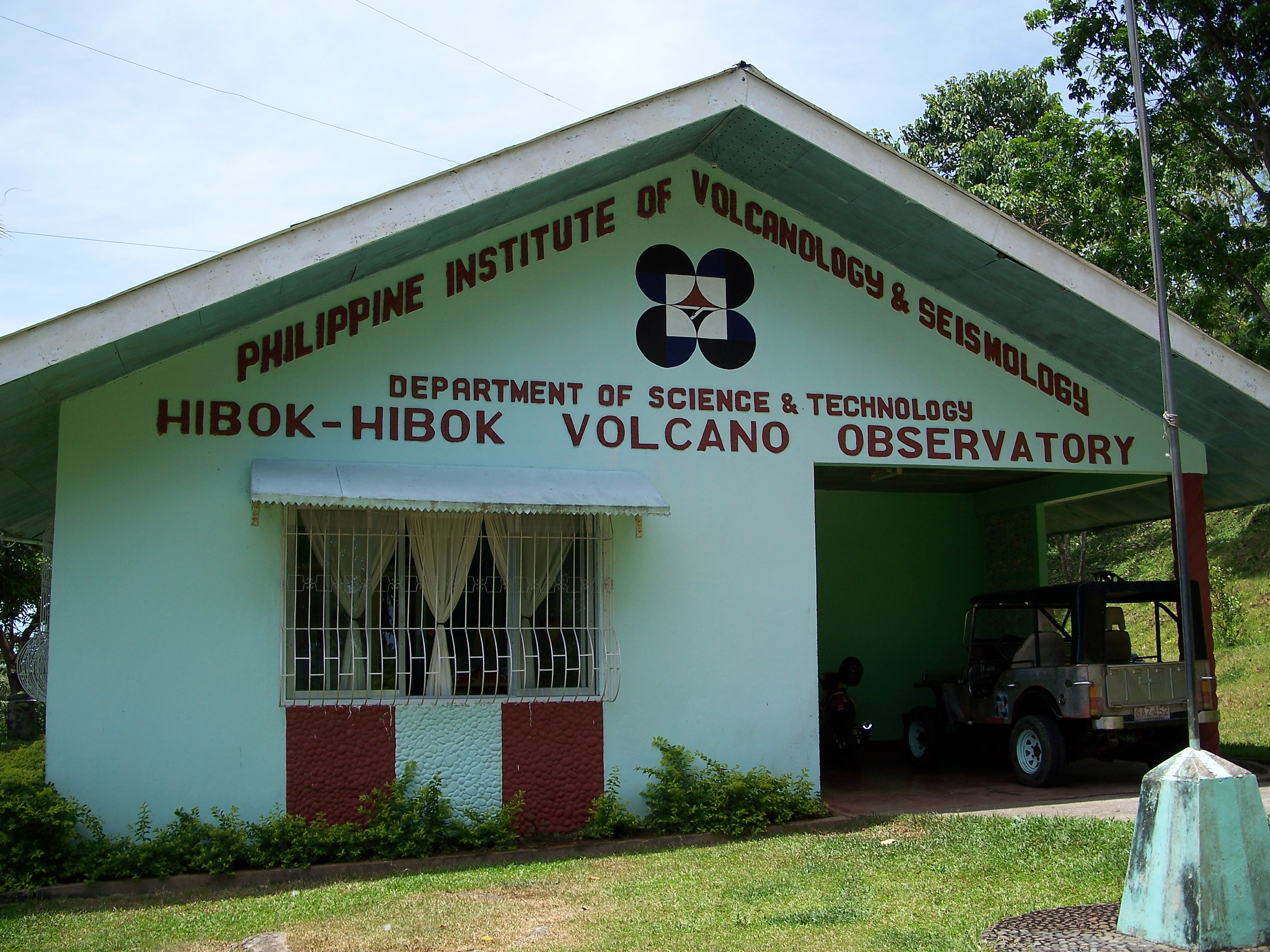
PHIVOLCS Observatorium am Mt. Hibok-Hibok

Gegründet wurde der Vorläufer der heutigen Behörde am 20. Juni 1952 unter der Bezeichnung Commission on Volcanology (COMVOL) als Reaktion auf den verheerenden Ausbruch des Vulkans Hibok-Hibok auf der Insel Camiguin im Dezember 1951, bei dem und in dessen Folge bis zu 3000 Menschen ihr Leben verloren. Der gewaltige Ausbruch und die weitreichenden Folgen, welche die Menschen in der Region relativ unvorbereitet trafen, machte die Notwendigkeit einer ernsthaften Untersuchung und Überwachung der seismischen und vulkanologischen Aktivitäten im Land erkennbar. 
Im März 1982 erhielt COMVOL im Zuge einer Umstrukturierung und Neuordnung den neuen Namen Philippine Institute of Volcanology (PHIVOLC). Weitere zwei Jahre später, im September 1984, wurde der Fachbereich Seismologie, welcher bis dahin dem meteorologischen Dienst PAGASA zugeordnet war, an PHIVOLC übergeben. Seitdem trägt die Behörde den heutigen Namen Philippine Institute of Volcanology and Seismology (PHIVOLCS) und untersteht dem Ministerium für Wissenschaft und Technologie, kurz DOST (Department of Science and Technology).

## Heute
Die Hauptaufgaben der Behörde sind:

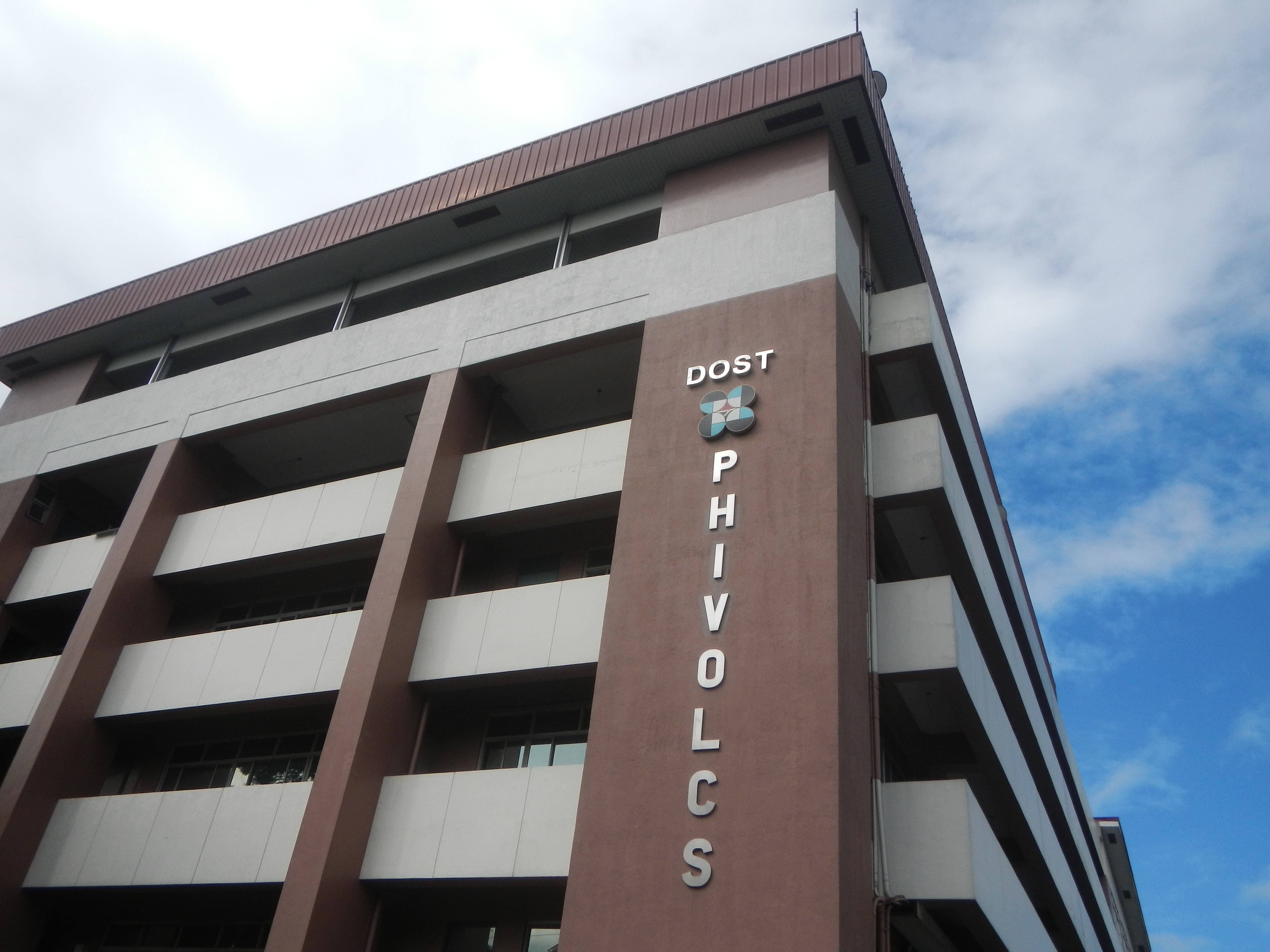
PHIVOLCS Hauptverwaltung an der University of the Philippines Diliman in Quezon City

- die Vorhersage von Vulkanausbrüchen, Erdbeben und deren begleitenden geotektonischen Phänomenen
- die Bestimmung der Ursachen von Ausbrüchen und Erdbeben und die Festlegung von gefährdeten Gebieten
- das Sammeln hinreichender Daten, um vulkanische Aktivitäten und Erdbeben vorherzusagen
- die Milderung der von vulkanischer Aktivität ausgehenden Gefahren durch rechtzeitige Erkennung, Vorhersage und ein Frühwarnsystem
- die Ausarbeitung von Katastrophenvorsorgeplänen

Die Hauptverwaltung befindet sich auf dem Diliman Campus der University of the Philippines in Quezon City. Dort findet auch die zentrale Datenauswertung von über das ganze Land verteilten Messstationen statt. PHIVOLCS verfügt über 92 seismologische Stationen, 30 davon mit Personal, die restlichen unbemannt, sowie 6 Vulkanbeobachtungsstationen. Letztere 6 Observatorien befinden sich an den Vulkanen Taal, Pinatubo, Mayon, Bulusan, Kanlaon und Hibok-Hibok. 
Neben der Erstellung von allgemeinen Risikoanalysen, der kartographischen Auswertung und Darstellung von Gefahrengebieten und ähnlichem, zählt unter anderem auch die Förderung des Bewusstseins für Erdbebengefahren und Vorbereitung für den Ernstfall zu den Aufgaben der Behörde. So werden etwa seit 2002 an den Schulen des Landes regelmäßige Erdbebenübungen abgehalten.
Die Behörde wird geleitet von einem Direktor und ist in der Organisationsstruktur unterteilt in 4 technische Abteilungen sowie eine Finanz- und Verwaltungsabteilung, welche allesamt dem Büro des Direktors unterstellt sind. Derzeitiger Direktor von PHILVOLCS ist Dr. Renato U. Solidum Jr. Die vier technischen Abteilungen unterteilen sich hierbei in Vulkanische Beobachtung und Eruptionsvorhersage (VMEPD), Seismische Beobachtung und Erdbebenvorhersage (SOEPD), Geologische und Geophysische Forschung und Entwicklung (GGRDD) und die Abteilung für Geologisches Katastrophenbewusstsein und -vorsorge (GDAPD).